# Conus subachatinus
Espèce
Conus subachatinus est une espèce fossile de mollusques gastéropodes marins de la famille des Conidae.

## Taxonomie

### Publication originale
L'espèce Conus subachatinus a été décrite pour la première fois en 1858 par le conchyliologiste français Hippolyte Crosse dans « Revue et Magasin de Zoologie »,.